# Aiteta deminutiva
Aiteta deminutiva är en fjärilsart som beskrevs av W. Warren 1916. Aiteta deminutiva ingår i släktet Aiteta och familjen trågspinnare. Inga underarter finns listade i Catalogue of Life.